# 北林佐和子
北林佐和子（きたばやしさわこ、1960年 - ）は、大阪府出身の脚本・演出家。
大阪府立高津高等学校を経て追手門学院大学東洋文化学科卒業。日本の伝統芸能を近代の新しい感性でアレンジできる数少ない脚本・演出家との評価がある。

## 経歴
- 幼少時から上方舞を学び、大学時代からは観世流仕舞を学んだ。
- 大阪シナリオ学校にて脚本、演出を学ぶ。
- 1985年より児雷也に入社し、ミュージカル、演劇、舞踊、コンサート、などの脚本と演出を担当した。

## 作品
道頓堀極楽歌劇団　サミー戎プラザ
- 「チャップリン狂時代」～恋はサイレント～
- 「極道ファンタジー」～泣くな!国定忠治～
- 「刑事ボロンボー」～殺意のシナリオ～
- 「天守物語」～魔界の中心で、愛をさけぶ～
- 人情活劇ミュージカル番外編「蝶子と吉治郎の家」
- 「刑事ボロンボ」～RETURNS～殺しのカルテ
- 人情活劇ミュージカル番外編「蝶子と吉治郎の家」～貧乏神純情編～
- メインショー(毎日上演されていた　宙乗り作品)

OSK日本歌劇団
- 「相生橋夢物語」「PLAYBACK」「Dance for tomorrow PLAYBACKスペシャル」「新・聞の貴公子」「私は男役（おんな）」「闇の貴公子」「魔剣士」「やまと恋散華」ほか。

ハウステンボス歌劇団
・天空の恋歌　
創作舞踊
- 「人間だけだもの」「漢（をとこ）舞うとき」「龍王-水への祈り-」「清姫たまゆらの恋」「香夜伝説」「獅子-それは絆-」「炎の恋、書と舞のコラボレーション」「天守」「じゃじゃ馬馴らし」「きよひめの追覆曲」「百鬼夜行舞」ほか。

コンサート・TV番組構成
- 涙と笑いの太鼓コンサート「オモロ迫力!」「目からウロコ!」地球温暖化防止会議PRコンサート、がんばれニッポンの音、アジア音楽祭、和太鼓と舞の響宴、アジア 民族芸能祭、TBSふるさとニッポンABCワイドABCDE〜す、TBSビッグモーニング、平成ボウル・ハーフタイムショー。